# Jmenná reakce
Jmenná reakce je chemická reakce pojmenovaná po svém objeviteli či objevitelích. Mezi desítkami tisíc známých organických reakcí jsou stovky takových reakcí dostatečně známé, aby mohly být pojmenovány po lidech. Mezi známé příklady patří Grignardova reakce, Sabatierova reakce, Wittigova reakce, Claisenova kondenzace, Friedelova–Craftsova reakce a Dielsova–Alderova reakce. Byly vydány knihy věnované výhradně jmenným reakcím.
S rozvojem organické chemie ve 20. století začali chemici spojovat synteticky užitečné reakce se jmény jejich objevitelů; v mnoha případech je název pouze mnemotechnickou pomůckou. Jsou známy některé reakce, které ve skutečnosti nebyly objeveny svými jmenovci. Příkladem je Pummererův přesmyk, Pinnickova oxidace a Birchova redukce.
Ačkoli existují systematické přístupy k pojmenovávání reakcí na základě reakčního mechanismu nebo celkové přeměny, popisnější názvy jsou často těžkopádné nebo nedostatečně specifické, takže pro účinnou komunikaci je často praktičtější pojmenovat reakci po lidech.